# Jag vill inte va' (som alla andra)
Jag vill inte va' (som alla andra) är en låt av den svenska punkrockgruppen Noice. Låten släpptes som den tredje låten på deras album Tonårsdrömmar 1979. "Jag vill inte va' (som alla andra)" skrevs av Robert Liman. Liman var gitarrist i Noice men lämnade gruppen omkring juni 1979. På grund av detta spelar han ej på låten.
En liveversion av "Jag vill inte va' (som alla andra)" finns med på albumet Live på Ritz. Låten finns även med på samlingsalbumen Flashback Number 12, Svenska popfavoriter och 17 klassiker.

## Musiker
- Hasse Carlsson – sång/gitarr
- Peo Thyrén – elbas
- Freddie Hansson – klaviatur
- Robert Klasen – trummor